# Luci Estertini (llegat)
Luci Estertini (en llatí Lucius Stertinius) va ser un militar romà, legat de Germànic Cèsar.
Va derrotar els brúcters l'any 15 i va trobar entre el botí l'àliga de la XIX Legio que s'havia perdut per la derrota de Varus a la batalla del bosc de Teutoburg. El mateix any, Germànic el va enviar a rebre la rendició de Sigimer, germà de Segestes. L'any 16 fou enviat contra els angrivaris (angrivarii) que vivien a la vora del riu Visurgis, als que va derrotar i va obligar a reconèixer la sobirania romana.